# La det swinge
A La det swinge (magyarul: Engedd ringatózni) című dal volt az 1985-ös Eurovíziós Dalfesztivál győztes dala, melyet a norvég Bobbysocks adott elő norvég nyelven.

## Az Eurovíziós Dalfesztivál
A dal a március 30-án rendezett norvég nemzeti döntőn nyerte el az indulás jogát.
A dal a rock and roll stílusjegyeit magán viselő, gyors tempójú, melyben az énekesek táncolni hívnak.
A május 4-én rendezett döntőben a fellépési sorrendben tizenharmadikként adták elő, az olasz Al Bano és Romina Power Magic Oh Magic című dala után és a brit Vikki Love Is című dala előtt. A szavazás során százhuszonhárom pontot szerzett, mely az első helyet érte a tizenkilenc fős mezőnyben. Ez volt Norvégia első győzelme.
A szavazás során a dal megosztotta a zsűriket: nyolc országtól kapták meg a maximális 12 pontot, a többi tíz zsűritől viszont mindössze további 27 pontot kaptak. A végeredményként elért százhuszonhárom a legalacsonyabb pontszám, amellyel az 1975-ben bevezetett pontozási rendszerben nyerni lehetett.
A következő norvég induló Ketil Stokkan Romeo című dala volt az 1986-os Eurovíziós Dalfesztiválon.
A következő győztes a belga Sandra Kim J’aime la vie című dala volt.

### Kapott pontok
|                                              | Zsűrik |     |     |     |     |     |     |     |     |     |     |     |     |     |     |     |     |     |   |
| IRE                                          | FIN    | CYP | DEN | ESP | FRA | TUR | BEL | POR | GER | ISR | ITA | NOR | GBR | SUI | SWE | AUT | LUX | GRE |   |
| Kapott pontok                                | 12     | 4   | 0   | 12  | 1   | 2   | 0   | 12  | 0   | 12  | 12  | 6   |     | 12  | 6   | 12  | 12  | 7   | 1 |
| A tábla a fellépés sorrendjében van rendezve |        |     |     |     |     |     |     |     |     |     |     |     |     |     |     |     |     |     |   |

## Slágerlistás helyezések
| Slágerlisták (1985) | Lh.* |
| ------------------- | ---- |
| Ausztria            | 14   |
| Belgium (Flandria)  | 1    |
| Egyesült Királyság  | 44   |
| Hollandia           | 9    |
| Norvégia            | 1    |
| Svájc               | 30   |
| Svédország          | 4    |

*Lh. = Legjobb helyezés.